# 小鸮属
小鸮属為鴟鴞科下的一属，包含9個物種。本屬物種體型較小、喙部棕色或白色，眼睛黃色，眉白色。成員物種廣布於各大洲，除澳洲、南极洲及漠南非洲之外。本屬的4個物種於索羅門群島展現出一定程度的演化輻射，牠們原先被認為屬於鷹鴞屬。
該屬學名「Athene」命名自希臘女神雅典娜（Athena），蓋因該屬的縱紋腹小鴞的形象常出現於雅典娜身邊。

## 現生物種
| 圖片 | 學名                  | 中文名           | 分布地區                       |
| ---- | --------------------- | ---------------- | ------------------------------ |
|      | Athene noctua         | 縱紋腹小鴞       | 歐洲、東亞至韓國、北非         |
|      | Athene brama          | 橫斑腹小鴞       | 亞洲熱帶地區，包括印度至東南亞 |
|      | Athene cunicularia    | 穴鴞             | 北美洲及南美洲                 |
|      | Athene superciliaris  | 白眉小鴞         | 馬達加斯加                     |
|      | Athene blewitti       | 林斑小鴞         | 印度中部                       |
|      | Athene jacquinoti     | 所羅門小鴞       | 西索羅門群島                   |
|      | Athene granti         | 瓜達爾卡納爾小鴞 | 索羅門群島瓜達爾卡納爾島       |
|      | Athene malaitae       | 馬萊塔小鴞       | 索羅門群島馬萊塔島             |
|      | Athene roseoaxillaris | 馬基拉小鴞       | 索羅門群島馬基拉島             |

林斑小鴞最初被置於單型屬Heteroglaux下，而來自索羅門群島的4個物種則最初被置於鷹鴞屬下。

## 滅絕物種

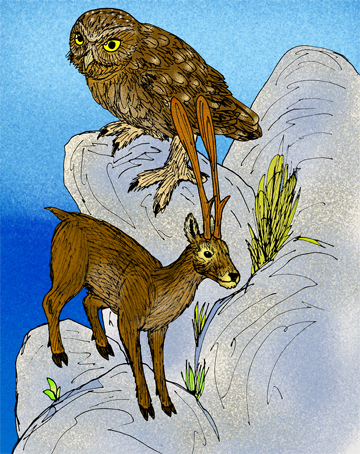
克里特小鴞與Candiacervus ropalophorus

本屬部分棲息於島嶼的物種目前僅有發現化石或亞化石：
- Athene megalopeza：化石發現於上新世晚期的美國
- Athene veta：化石發現於更新世早期的波蘭
- Athene angelis：化石發現於更新世中至晚期的科西嘉
- Athene trinacriae：生存於更新世
- Athene cf. cunicularia：化石發現於更新世的西印度群島巴布達島
- Athene cf. cunicularia：化石發現於更新世的西印度群島開曼群島
- Athene cf. cunicularia：化石發現於更新世的西印度群島牙買加
- Athene cf. cunicularia：化石發現於更新世的西印度群島莫納島
- Athene cf. cunicularia：化石發現於更新世的西印度群島波多黎各
- 克里特小鴞 Athene cretensis：已滅絕，棲息於希臘克里特島
- 安地卡穴鴞 Athene cunicularia amaura：約於1905年滅絕
- 瓜地洛普穴鴞 Athene cunicularia guadeloupensis：約於1890年滅絕

克里特小鴞是一種不會飛或幾乎不會飛的小鴞屬物種，身高超過50 cm（20英寸）。在人類登陸克里特島後不久，牠們就滅絕了。
發現於匈牙利魯道巴尼奧地層年代中新世晚期（約1,100萬年前）的化石遺骸目前暫時歸於小鴞屬下。考慮到已知的小鴞屬化石範圍以及來自歐洲的許多中新世鴟鴞科化石的錯誤分配，該化石遺骸被認為可能屬於小鴞屬的基群，但也可能不屬於本屬。另外原先被命名為“Athene” murivora的物種該亞化石遺骸其實是屬於雄性的羅德里格斯角鴞。